# Portóbélyeg

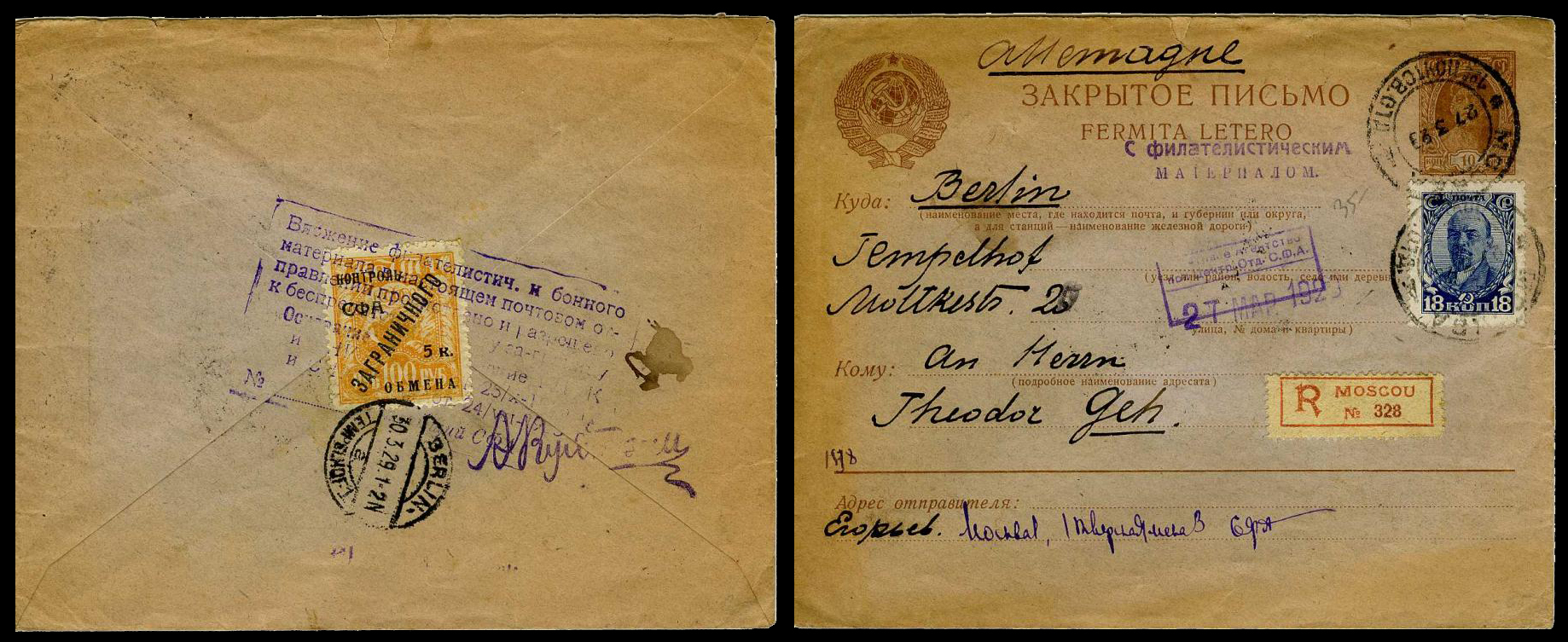
Egy 1928-as szovjet levélküldemény portóbélyeggel és Lenint ábrázoló postabélyeggel

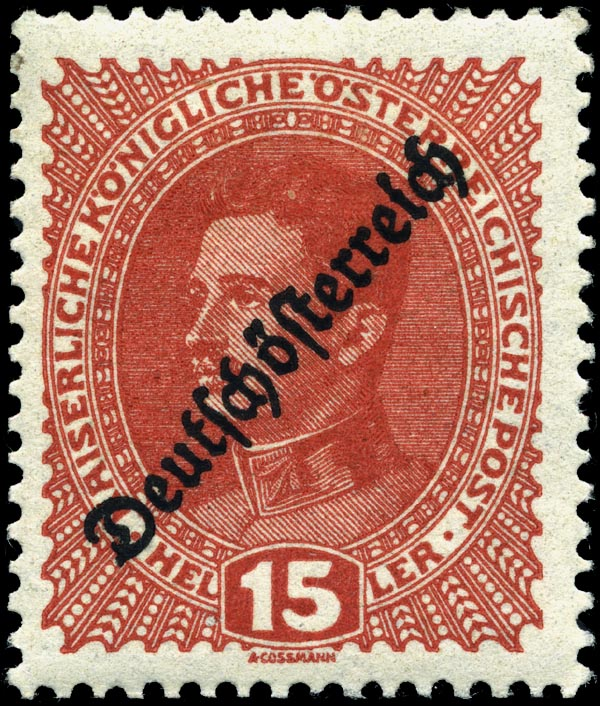
IV. Károly magyar király arcmása egy 1918-as osztrák portóbélyegen

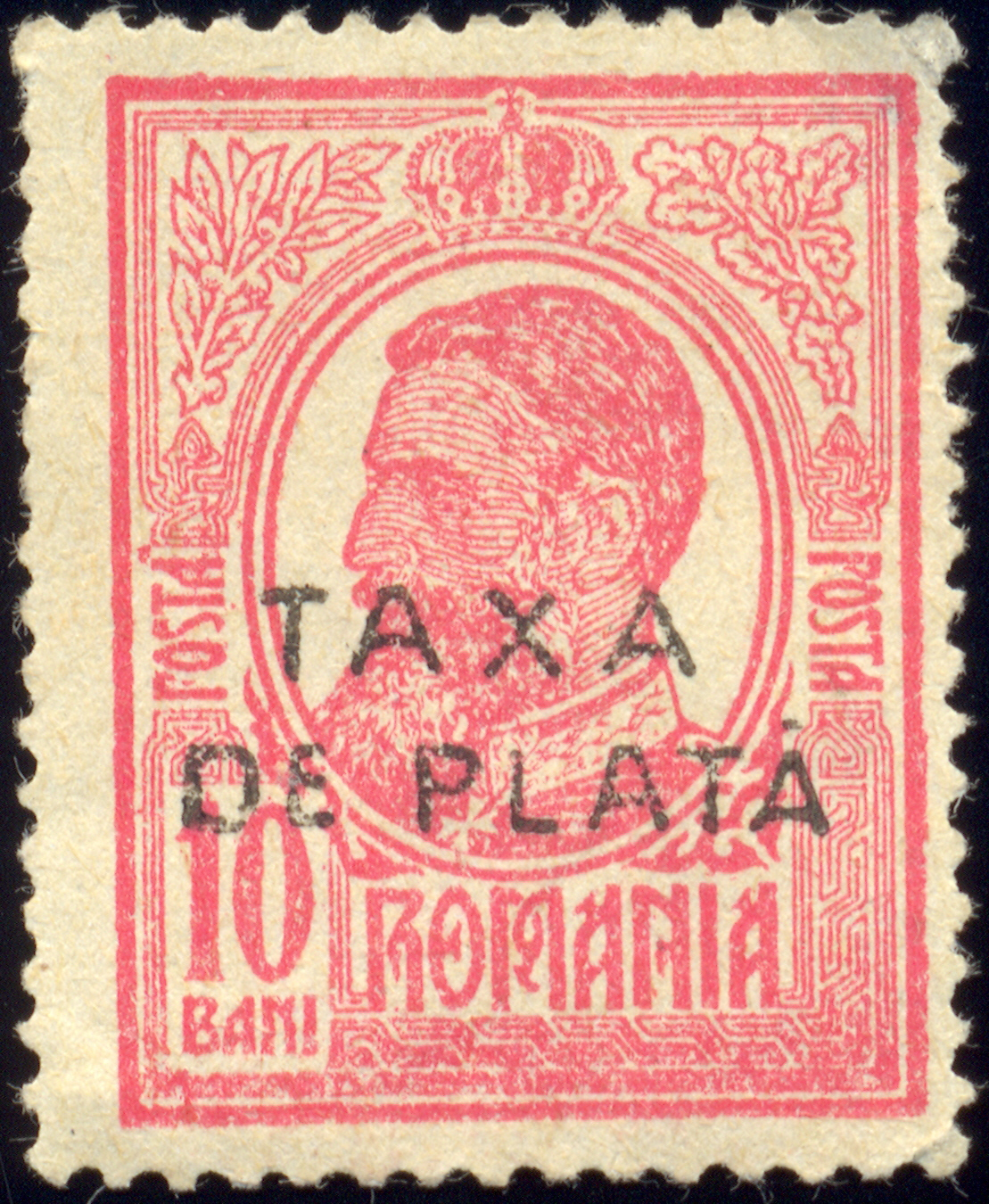
1918-19-es román portóbélyeg

A portóbélyeg olyan postabélyeg, ami arra szolgál, hogy a hiányos bérmentesítéssel vagy bérmentesítés nélkül föladott postai küldeményeken jelezze a címzett által fizetendő összeget.

## Felhasználása
A postai küldeményeket nem csak a postán föladva lehet elküldeni, hanem postaládába bedobva is. A posták bizonyos időközönként begyűjtik a postaládákból a bedobott küldeményeket és kézbesítik azokat. Ilyenkor azonban előfordulhat, hogy a küldeményen nincs elég névértékű bélyeg. Mivel a cél a kézbesítés, illetve nem biztos, hogy a küldeményen szerepel a feladó, ezért a küldeményt a posta megpróbálja kézbesíteni, de a hiányzó díjat - az általában vele megegyező összegű pótdíjjal együtt - a címzettnek meg kell fizetnie. Ezt a kifizetendő összegnek megfelelő névértékű portóbélyegeknek a küldeményre ragasztásával szokták jelezni. Ezt már az indító postahivatalnak meg kell tennie, de ha ez elmaradt, akkor a továbbító vagy a kézbesítő hivatalnak a feladata. Természetesen a díjat kifizetni és így a küldeményt átvenni nem kötelező.
A portóbélyegeknek több másik kevésbé ismert fölhasználási módja is van. A hivatalból portóköteles küldemények díját is a segítségükkel szedték be. Az ilyen küldemények lehettek díjmentesek is, de ha portókötelesek voltak, akkor a hivatal helyett a címzettnek kellett megfizetnie a díjat. A cégek küldhettek egymásnak válaszlevelet, amit a cég ügyfele ingyenesen adhatott föl - a díjat a cégnek kellett megfizetnie. Ilyenkor a pótdíj jelentősen kevesebb volt, mint egyéb esetekben. A kézbesítő postahivatalok csak egy ideig tárolják díjmentesen a csomagokat. Sokáig a túl későn elvitt csomagok kiváltásakor fizetendő pótdíjat is portóbélyegek segítségével szedték be. A külföldre küldött küldemények hiányzó díját - pótdíj nélkül - a posta a feladón próbálta behajtani, ha volt rá utalás a küldeményen, miközben a küldeményeket portójelzés nélkül továbbküldte. Ilyenkor a portóbélyegek egy papírlapra kerültek rá. A külföldről érkező, vámkezelt küldemények vámközvetítési díját is portóbélyegekkel rótták le.

## Története
A portóbélyegek bevezetése előtt a küldeményre írtak vagy pecsételtek egy P vagy T betűt vagy a "Porto" feliratot illetve a pótdíj összegét. Az első portóbélyegek Franciaországban jelentek meg 1859-ben, majd 1862-ben Baden, 1863-ban Olaszország és Törökország követte a franciák példáját.

## A magyarországi portóbélyegek
Magyarországon az első portó sorozat az 1903-ban megjelent Zöldportó sorozat volt, aminek bélyegei Herr Rezső államnyomdai főtiszt tervei alapján készültek. Jól mutatja a bélyeghasználat és ezzel együtt a postaládán keresztül történő föladás visszaszorulását, hogy az utolsó portó sorozat - a Postatörténet - 1987-ben jelent meg, és a legnagyobb névértékű portóbélyeg mindössze 20 forintos, miközben jelenleg egy levél bérmentesítési díja ennek több, mint hétszerese, azaz egy bérmentesítés nélkül feladott levélre legalább 14 darab portóbélyeget kellene ragasztani.

## Portóbélyegek gyűjtése
A portóbélyegeket - használatuk módja miatt - nem lehet a postán megvenni. A bélyeggyűjtők azonban hamar felfigyeltek az új gyűjtési területre, és - Magyarországon 1914-re - kiharcolták, hogy a portóbélyegeket megjelenésükkor megvehessék a postától. Így a portóbélyegek a gyűjtemények szerves részét képezik. Azonban egy-egy portóbélyegnek a különböző időben történő nyomás következtében előállt változatainak az összegyűjtése nehézségbe ütközik, hiszen a változatok eltérései - különösen az enyvezésnél - csak használatlan bélyegek esetén látszanak jól.